# Kim Ji-han
Kim Ji-han (hangul: 김지한; oryginalne imię i nazwisko: Kim Hyun-jung; ur. 10 października 1978), znany także pod pseudonimem Jin Yi-han (hangul: 진이한) – południowokoreański aktor.
Rozpoczął karierę w 2002 roku w musicalach, wystąpił między innymi w Footloose. Na małym ekranie zagrał główne role w koreańskich serialach jakich jak Conspiracy in the Court (2007), A Good Day for the Wind to Blow (2010) czy My Secret Hotel (2014). Znany też z ról drugoplanowych w serialach takich jak Who Are You? (2008), Hooray for Love (2011), Dr. Jin (2012) oraz Cesarzowa Ki (2013).
23 września 2016 roku agencja Will Entertainment ogłosiła, że aktor pragnie zmienić swój pseudonim artystyczny. Od serialu Golden Pouch Jin Yi-Han występuje pod imieniem Kim Ji-han.